# Walon Sport

Antiguo logo

Walon es una empresa multinacional de textiles, transporte y logística peruana fundada en Lima por el año 1989, tiene presencia en varios países de la región consolidándose como una de las principales marcas de ropa del país andino.

## Historia
Es una de las principales manufactureras de implementos deportivos de Perú, ya que provee a varios de los clubes de la Liga Peruana de Fútbol y también en el extranjero. 
Walon S.A. es una empresa creada por Alfonso Gilio y Ery Camones. Para llegar a los equipos de primera división, la empresa aplicó una estrategia de marketing que consistía en proporcionar ropa deportiva a algunos jugadores para que estos la lucieran en las conferencias. A la pareja solo le bastó 5 años y, gracias a la aceptación de público, la compañía abrió su primera tienda en Barranca. Con ello, empezó el despegue de la marca.

### Datos sobre la marca
- Vistió a la selección peruana durante 11 años seguidos.[3]
- El 1995 empezó su vínculo con los equipos de fútbol. El primer club en vestir Walon fue el León de Huánuco.[2]
- En 1999 firmó contrato para vestir a Alianza Lima.[4]
- Vistió al Club Cienciano cuando se coronó campeón de la Copa Sudamericana en el año 2003.[5]
- Estuvo junto a la selección de menores de vóley del Perú cuando clasificaron en el 2009 al Mundial de Vóley en México y cuando las “Matadorcitas” ganaron el Título Sudamericano, gracias a la dirección de Natalia Málaga.
- Auspiciador del Deportivo Panta, el equipo peruano de futsal con más campeonatos.[6]

## Patrocinios

### Patrocinios actuales

#### Fútbol
- Alianza Atlético
- C.A. Mannucci
- FBC Melgar
- Atlético Grau
- Deportivo Garcilaso
- Club Atlético Pantoja

#### Futsal
- Panta Walon

#### Historial de equipos patrocinados
Perú
- Club Alianza Lima (1999-2003)
- Club Carlos A. Mannucci (1988-1994 y 1995-1996)
- Club Cienciano (1985-1988 y 2004-2006)
- Colegio Nacional de Iquitos (1980-1982 y 1988-1995)
- Club Centro Deportivo Municipal (1992-1994)
- Club Social Deportivo León de Huánuco (1983-1990)
- Club Deportivo Coronel Bolognesi (2006)
- Club Sport Huancayo (1982-1992)
- Club Deportivo Universidad César Vallejo (1989)
- Club Atlético Torino (2003-2004)
- Club Social Deportivo Estudiantes de Medicina (1991)
- Club Juan Aurich (1982 y 1995-1996)
- Sport Coopsol Trujillo (1996-1998)
- Sport Boys Association (2006-2007)
- Ayacucho Fútbol Club (1998-2007)
- José Gálvez Foot Ball Club

 Colombia
- Once Caldas - (2008-2011)
- Boyacá Chicó - (2009-2012, 2014)
- Deportes Quindío - (2009-2011)
- Patriotas Boyacá - (2013-2014)

 Bolivia
- Selección de fútbol de Bolivia - (2011-2014)
- Club The Strongest - (1996)
- Club Deportivo Jorge Wilstermann - (1996)
- Universitario de Sucre - (1996)

 Chile
- Club Deportivo San Marcos de Arica

 El Salvador
- Club Deportivo FAS